# یواس‌اس هیلی (دی‌دی-۶۷۲)
یواس‌اس هیلی (دی‌دی-۶۷۲) (به انگلیسی: USS Healy (DD-672)) یک کشتی بود که طول آن ۱۱۴٫۷ متر (۳۷۶ فوت) بود. این کشتی در سال ۱۹۴۳ ساخته شد.